# Unión Atlético Falcón
El Unión Atlético Falcón es un club de fútbol profesional con sede en la ciudad de Punto Fijo, del estado Falcón, Venezuela. Fue fundado en el año 2006, en la ciudad de Santa Ana de Coro, el equipo surgió como un sueño personal de sus fundadores, su actual presidente Fatima Le Esteban  se encargó de solventar el paso del equipo por la tercera división del fútbol Venezolano, en el año 2022, los dueños del equipo deciden llevarlo a la ciudad que es su actual sede.
Este es el primer equipo de fútbol profesional del estado Falcón, y uno de los pocos que cuenta con categorías inferiores, el equipo se conforma en su mayoría por jóvenes falconianos, en sus filas están algo más de 100 deportistas.

## Historia

### Amateur
El Unión Atlético Falcón se fundó en la ciudad de Santa Ana de Coro, en el año 2006, estuvo en esta ciudad hasta el año 2012 en sus inicios era un equipo amateur, que aunque estaba inscrito en la Segunda División B de Venezuela no contaba con la institucionalidad necesaria para ser un equipo profesional de Fútbol, jugo sus primeros torneos entre las temporadas 2007/2008 y 2008/2009 para la siguiente temporada desciende a la Tercera División cosechando una serie de resultados muy desfavorables goleadas y poca demostración de fútbol, se convierte en un ascensor entre la Tercera División y la Segunda División de Venezuela, a pesar de su bajo nivel y de su estatus de equipo amateur, con la desaparición de Coro F.C se convierte en el único representante del estado Falcón en una liga de fútbol, en el torneo apertura de la Segunda División B Venezolana 2011/12 formó parte del grupo centro occidental en este grupo solo sumo 4 puntos de 42 posibles gracias a un empate y una victoria, quedando último con una diferencia de goles de -27 estando entre los peores del torneo.

### Fin de la era Amateur y Cambio de Ciudad
Debido a la poca atención que recibió del público de la ciudad y a los malos resultados, en el año 2012 el equipo se muda a la ciudad vecina de Punto Fijo. Este cambio se da para la parte final de la temporada 2011/12, Con el cambio de ciudad prácticamente se da una re-fundación del equipo, el Unión Atlético Falcón se institucionaliza y se hace profesional, se crean categorías inferiores y se da un cambio total del equipo en cuanto a resultados. Debido a que en su última temporada en Coro no obtuvo la clasificación al torneo de promoción y permanencia, cuando se muda a la nueva ciudad pasa a jugar la Tercera División Venezolana 2012 también llamado torneo de nivelación, debuta oficialmente en Punto Fijo el 11 de marzo de 2012 con un resultado de 2-0 ante el Casa Italia de Maracaibo. En su primer torneo en Punto Fijo ya como equipo profesional mostró una cara totalmente distinta a las temporadas en Coro, sumando 14 puntos de 30 posibles, resultado de 4 juegos ganados 2 empatados y dos perdidos, y quedando en el cuarto lugar del grupo occidental II por la diferencia de goles, a un gol de la clasificación. En su segunda temporada como equipo profesional de fútbol en la ciudad de Punto Fijo, el equipo dirigido por Santiago Sancho consiguió quedar primero de su grupo en el torneo clasificatorio de la Tercera División Venezolana 2012/13 este primer lugar le permitió disputar el Torneo de Promoción y Permanencia 2013, de la segunda división. Para disputar la promoción a segunda división, gran parte del plantel y del cuerpo técnico se renovaron.
El 19 de mayo de 2013 tras derrotar a Bejuma F.C por resultado de 2-1, logra el ascenso por primera vez en su historia a la Segunda División de Venezuela para cerrar una exitosa temporada en el Torneo de Promoción y Permanencia 2013, el equipo culminó como segundo del grupo central, empatado a 25 puntos con el UCV FC, por lo cual jugara la Segunda División Venezolana 2013/14.

### Problemas de campo
Después de que el equipo se muda a Punto Fijo, el estado deficiente de su estadio llevó a que muchas veces fuesen llamados por otros  "La Pocilga", "Estadio de pobre", "Rancho", "Peladero de Chivo", entre otros. El engramado del Polideportivo Manaure es muy desnivelado, tiene muchos montones de tierra en los cuales jugadores pueden sufrir seriamente una fractura de pie. Las gradas del lado este del campo, a las que se les llama "Rompe Viento" y donde se ubica la barra "Dioses del Viento" están en mal estado.
La FVF impuso una serie de requisitos para que UAF pueda seguir jugando en el Otto Rafael Bueno, entre estas están la remodelación del engramado, construcción de cercas y otras cosas.

### Segunda División Venezolana 2013/14 y Cambio de Ciudad
Durante la temporada 2013-2014 de la Segunda División del balompié venezolano, El UAF tuvo mucha concentración, determinación, y mucho empeño en lograr la clasificación, al Torneo de Ascenso a la Primera División. Después de muchas multas y quejas por la parte de la Federación Venezolana de Fútbol, por el estado de la cancha, el equipo no tuvo más remedio que cambiarse a su estadio donde lo vio crecer el Estadio Polideportivo Otto Rafael Bueno de Coro, ya que el dicho estadio esta mejor que el Manaure. El equipo falconiano logró en esta temporada quedar campeón en el Grupo Centro Occidental, así quedó en empate 1-1 al Sport Guaraní, ya que no dependía de ningún resultado para clasificar al dicho torneo.

## Uniforme del equipo
El uniforme titular del equipo se caracteriza por una camiseta con rayas verticales rojas y amarillas, los hombros, los pantaloncillos y las medias son de color azul.

### Evolución del uniforme
| 2014-presente Local | 2014-2016 Local | 2017-Actualidad Local |

## Estadio

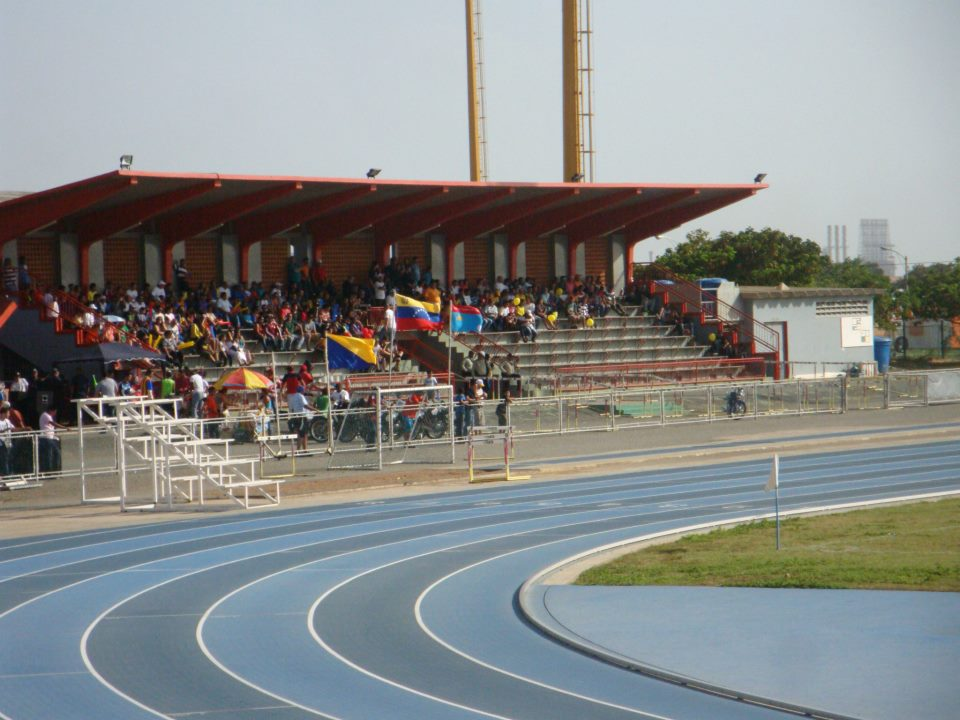
Polideportivo Manaure

El Polideportivo Otto Rafael Bueno ubicado en la ciudad de Coro, es donde se jugó como local en el Torneo Clausura 2014. Posee una tribuna única con una capacidad actual de 3000 espectadores, sin embargo por no estar apto dicho estadio, se ha mudado a jugar partidos de local en el estadio Jose Uribe de la ciudad de Morón ubicada en el estado Carabobo.
En el Club Portugués de la Ciudad de Punto Fijo se encuentra la sede del UA Falcón, siendo así uno de los pocos equipos profesionales de Venezuela de Primera o Segunda División en disputar los partidos oficiales en sede propia. 
EL equipo está realizado sus actividades actualmente en el estadio Pedro Conde (Centro Portugués)

## Datos del club
Fundadores:
- Jorge Camacho
- Juan "Filipo" Tena
- Yamil Ramones

- Fundación: 2006

### Estancia en Coro (Equipo Amateur)
- Temporadas en Segunda División B: 3 (2007-2009) y (2011) esta última como invitado.
- Temporadas en Tercera División: 1 (2011).

### Estancia en Punto Fijo
- Temporadas en Segunda División: 5 (2013-2014, 2014-2015, Torneo Adecuación 2015 (Segunda División Venezolana), 2016, 2017 -)
- Temporadas en Segunda División B: 1 (2012).
- Temporadas en Tercera División: 2 (2012-2012/13).
- Primer partido: Unión Atlético Falcón 3-0 Casa Italia de Maracaibo (2012).
- Mayor goleada conseguida: Unión Atlético Falcón 5-0 Zamora FC B (02/04/2016).
- Mayor goleada recibida: Unión Atlético Falcón 0-4 Zulia Fútbol Club (13/07/2016).
- Maximos Goleadores Históricos: Joel Infante 41.